# ジェイムズ・マディソン・ポーター

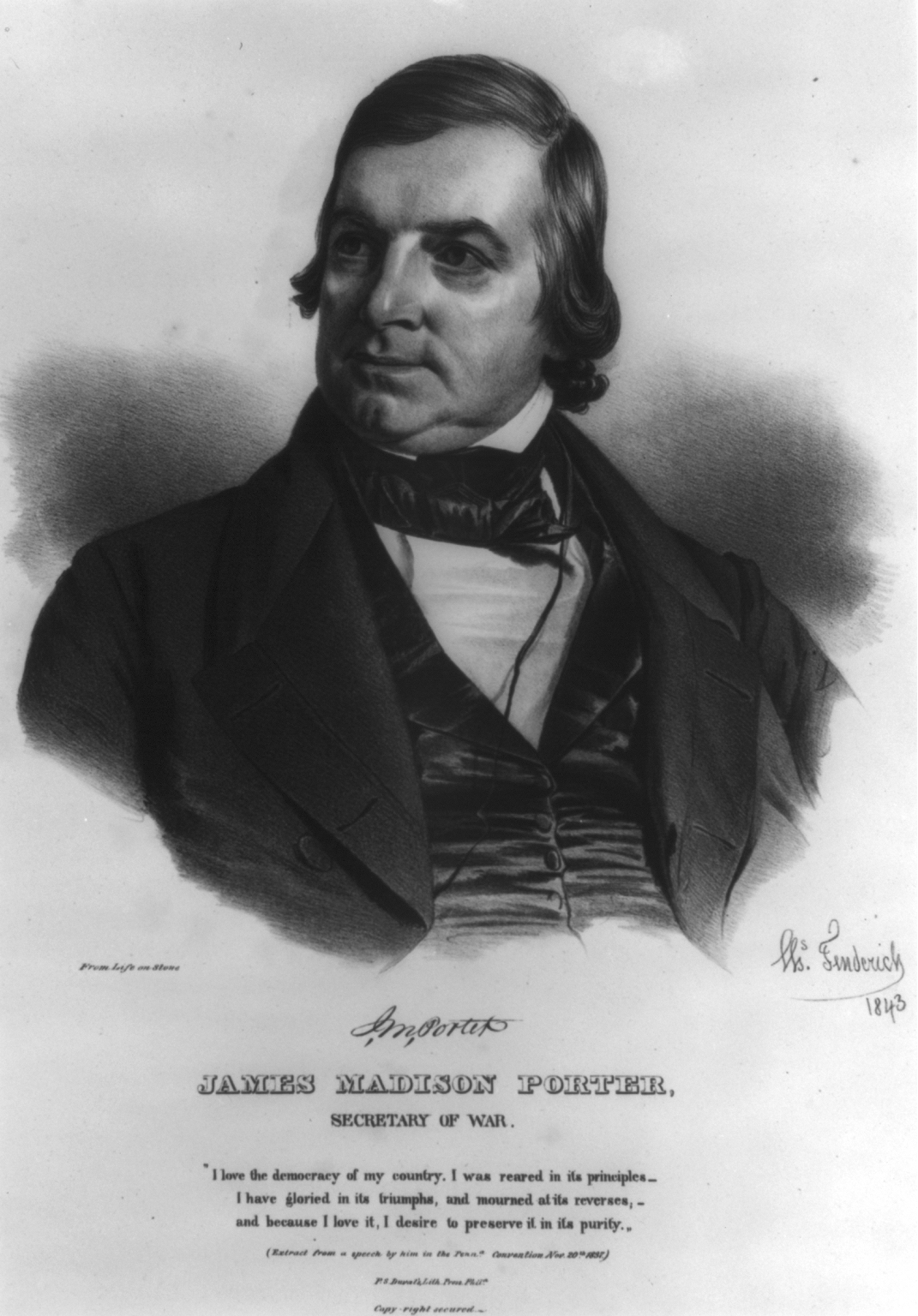
ジェイムズ・マディソン・ポーター

ジェイムズ・マディソン・ポーター（James Madison Porter, 1793年1月6日 - 1862年11月11日）は、アメリカ合衆国の弁護士、教育者、政治家。1843年から1844年まで第18代アメリカ合衆国陸軍長官を務めた。

## 生涯
1793年1月6日、ポーターはペンシルベニア州ノリスタウン近郊において、アンドリュー・ポーター (Andrew Porter, 1743-1813) とエリザベス・パーカー (Elizabeth Parker, 1751-1821) の末子として誕生した。ポーターは自宅において初等教育を受け、その後ノリスタウン・アカデミーで学んだ。
1809年、ポーターはペンシルベニア州ランカスターの弁護士事務所に勤めて法律を学んだ。ポーターはその後ペンシルベニア州レディングに移り、異母兄ロバート・ポーター判事の下で法律実務を積んだ。1812年、ポーターはペンシルベニア州フィラデルフィアに移り、裁判所で首席書記官付きの事務官となった。また1812年の米英戦争の際、ポーターはミフリン砦守備隊の教育と訓練を援助し、大佐に任ぜられた。1813年4月24日、ポーターは弁護士として認可を受けた。ポーターは弁護士業を開業した。1818年、ポーターはペンシルベニア州イーストンに移住し、ノーサンプトン郡の副検事総長に任命された。
ポーターはラファイエット大学の設立に出資し、1826年から1852年まで理事会の会長を務めた。また1837年から1852年まで法律学および政治経済学の教授も務めた。1839年、ポーターは空席充当のためペンシルベニア州第12裁判区の首席判事に任命された。1843年3月、ポーターはジョン・タイラー大統領から陸軍長官に任命され、約11ヶ月間務めた。1849年、ポーターはペンシルベニア州下院議員に選出された。ポーターは州議会において司法委員会の委員長を務めた。ポーターは1853年から1855年までペンシルベニア州第22裁判区で首席裁判官を務めた。またポーターは1847年から1856年までリーハイ・バレー鉄道およびベルビディア・デラウェア鉄道の社長を務めた。
1862年11月11日、ポーターはペンシルベニア州イーストンにおいて死去した。ポーターの遺体はイーストン墓地に埋葬された。

## 家族
1821年、ポーターはイライザ・ミヒラー (Eliza Michler, 1803-1866) と結婚した。2人の間には以下の子供が生まれた。
- エリザベス・パーカー・ポーター (Elizabeth Parker Porter)
- ハリエット・P・ポーター (Harriet P. Porter)
- アンナ・M・ポーター (Anna M. Porter)
- メアリー・S・ポーター (Mary S. Porter)
- ジェイムズ・M・ポーター (James M. Porter)
- アンドリュー・パーカー・ポーター (Andrew Parker Porter)
- エマ・W・ポーター (Emma W. Porter)